# 노중
노중(일본어: 老中 로주[*])은 일본 에도 시대, 막부 및 번의 직책명이다.

## 개요
노중이란 막부에서 가장 명망높은, 최고 원로 가신들을 의미한다. 보통 4명에서 5명으로 이루어져 있었으며, 임기는 1달에 한 번 정도 돌아가면서 정이대장군의 국정 수행을 도왔다. 
정이대장군의 직속으로 국가 정사를 통솔하는 직책이나, 원래 에도 막부 이전부터 존재한 직명은 아니었다. 도쿠가와 집안의 요리키 제도에서 유래해 간에이 연간에 정식 관직 명칭으로 정착됐다. 로주의 '주(じゅう,中)'는 경칭이다. 노(老) 자가 들어갔듯이 쉽게 말해 에도 막부의 가로를 뜻한다. 
로주의 최저 녹봉은 2만 5천 석의 수조권으로서, 로주의 일을 하더라도 녹봉이 이에 미치지 못하면 '로주카쿠(老中格)'란 꼬리표가 붙는다. 로주는 막부의 직신(直臣)이나, 예외적으로 가로(家老)를 여럿 둔 지방 대영주들의 경우에도 가로의 우두머리에게 로주 명칭을 부여하는 경우가 있었다. 에도 무가정권의 각료에 해당하며, 그 중 필두를 로주슈자(老中首座)라 하여 총리격으로 삼았다.
그들은 지방의 다이묘들 감독을 지휘하였으며, 에도와 같은 주요 대도시들의 행정, 사법 처리가 공정하고 투명하게 진행되는지를 감독하였다. 이 외에도 온고쿠부교(遠国奉行)와 같은 관리들이 교토에 있는 중앙 조정과의 관계를 원만히 하는 데에 힘썼으며, 그 외 다이묘, 거대 사찰, 신토 신사들과의 관계도 처리했다. 그외의 부교(감독관)들이 재정과 세입, 세출을 감독했고 모든 재정과 관련된 보고서를 막부와 로주에게 제출하도록 하였다. 로주들은 가장 중요한 사안들만 직접 개입하였으며, 쇼군을 직접 곁에서 도와 일을 처리하는 만큼 그 권력도 막강하였다. 다만 1867년 메이지 유신의 개혁 이후, 로주 제도는 봉건적이고 후진적이라는 명분 하에 해체되었고, 그들의 자리는 각종 장관과 부들이 대신 차지했다.
원칙적으로 로주가 되기 위해서는 무조건적으로 후다이 다이묘여야만 했으며, 5만 석이나 그 이상의 봉지를 소유하고 있어야만 했다. 다만 이 원칙은 제대로 지켜지지 않는 경우가많았으며 로주의 자리에는 지위나 재산에 상관없이 쇼군의 신임을 받는 사람들로 채워지는 경우가 대다수였다. 교토 수호직, 오사카 죠다이와 같은 대도시를 관리하는 고위 관리직에도 정이대장군의 총애를 받는 사람들이 주로 임명되었다. 
정이대장군들은 종종 로주 중에서도 명망이 높고 능력있는 인물을 골라 대로(大老)로 임명하였다. 다이로의 지위는 오직 이이씨, 사카이씨, 호타씨와 같은 정이대장군의 최측근들만 오를 수 있었고, 정이대장군 다음가는 권력자로서 막대한 권력을 지녔다. 대로의 관직을 지냈던 자들 중 가장 유명한 자는 이이 나오스케이다. 이이 나오스케는 1860년, 사쿠라다몬 사건으로 에도성의 사쿠라다몬에서 살해당했다.

## 역대 노중 목록
강조 표시는 후에 대로 취임한 인물

### 도쿠가와 이에야스
- 오쿠보 다다치카 (大久保忠隣)(1593-1614)
- 오쿠보 나가야스 (大久保長安)(1600-1613)
- 혼다 마사노부 (本多正信)(1600-1615/노중수좌:1603-1616)
- 나루세 마사나리 (成瀬正成)(1600-1616)
- 안도 나오쓰구 (安藤直次)(1600-1616)
- 혼다 마사즈미 (本多正純)(1600-1622)
- 나이토 기요나리 (内藤清成)(1601-1606)
- 아오야마 다다나리 (青山忠成)(1601-1606)

### 도쿠가와 히데타다
- 아오야마 나리시게 (青山成重)(1608-1613)
- 사카이 다다토시 (酒井忠利)(1609-1627)
- 사카이 다다요 (酒井忠世)(1610-1634/노중수좌:1616-1634)
- 도이 도시카쓰 (土井利勝)(1610-1638/노중수좌:1634-1638)
- 안도 시게노부 (安藤重信)(1611-1621)
- 나이토 기요쓰구 (内藤清次)(1616-1617)
- 아오야마 다다토시 (青山忠俊)(1616-1623)
- 이노우에 마사나리 (井上正就)(1617-1628)
- 나가이 나오마사 (永井尚政)(1622-1633)

### 도쿠가와 이에미쓰
- 아베 마사쓰구 (阿部正次)(1623-1626)
- 이나바 마사카쓰 (稲葉正勝)(1623-1634)
- 나이토 다다시게 (内藤忠重)(1623-1633)
- 사카이 다다카쓰 (酒井忠勝)(1624-1638)
- 모리카와 시게토시 (森川重俊)(1628-1632)
- 아오야마 요시나리 (青山幸成)(1628-1633)
- 마쓰다이라 노부쓰나 (松平信綱)(1632-1662)
- 아베 다다아키 (阿部忠秋)(1633-1666)
- 홋타 마사모리 (堀田正盛)(1635-1651)
- 아베 시게쓰구 (阿部重次)(1638-1651)
- 마쓰다이라 노리나가 (松平乗寿)(1642-1654)

### 도쿠가와 이에쓰나
- 사카이 다다키요 (酒井忠清)(1653-1666)
- 이나바 마사노리 (稲葉正則)(1657-1681)
- 구제 히로유키 (久世広之)(1663-1679)
- 이타쿠라 시게노리 (板倉重矩)(1665-1668, 1670-1673)
- 쓰치야 가즈나오 (土屋数直)(1665-1679)
- 아베 마사요시 (阿部正能)(1673-1676)
- 오쿠보 다다토모 (大久保忠朝)(1677-1698)
- 홋타 마사토시 (堀田正俊)(1679-1681)
- 도이 도시후사 (土井利房)(1679-1681)
- 이타쿠라 시게타네 (板倉重種)(1680-1681)

### 도쿠가와 쓰나요시
- 도다 다다마사 (戸田忠昌)(1681-1699)
- 아베 마사타케 (阿部正武)(1681-1704)
- 마쓰다이라 노부유키 (松平信之)(1685-1686)
- 쓰치야 마사나오 (土屋政直)(1687-1718)
- 오가사와라 나가시게 (小笠原長重)(1697-1705, 1709-1710)
- 아키모토 다카토모 (秋元喬知)(1699-1707)
- 이나바 마사미치 (稲葉正往)(1701-1707)
- 혼다 마사나가 (本多正永)(1704-1711)
- 오쿠보 다다마스 (大久保忠増)(1705-1713)
- 이노우에 마사미네 (井上正岑)(1705-1722)

### 도쿠가와 이에노부및도쿠가와 이에쓰구
- 아베 마사타카 (阿部正喬)(1711-1717)
- 구제 시게유키 (久世重之)(1713-1720)
- 마쓰다이라 노부쓰네 (松平信庸)(1714-1716)
- 도다 다다자네 (戸田忠真)(1714-1729)

### 도쿠가와 요시무네
- 미즈노 다다유키 (水野忠之)(1717-1730)
- 안도 노부토모 (安藤信友)(1722-1732)
- 마쓰다이라 노리사토 (松平乗邑)(1723-1745)
- 마쓰다이라 다다치카 (松平忠周)(1724-1728)
- 오쿠보 쓰네하루 (大久保常春)(1728)
- 사카이 다다오토 (酒井忠音)(1728-1735)
- 마쓰다이라 노부토키 (松平信祝)(1730-1744)
- 마쓰다이라 데루사다 (松平輝貞)(1730-1745)
- 구로다 나오쿠니 (黒田直邦)(1732-1735)
- 혼다 다다나가 (本多忠良)(1734-1746)
- 도키 요리토시 (土岐頼稔)(1742-1744)
- 사카이 다다즈미 (酒井忠恭)(1744-1749)
- 마쓰다이라 노리카타 (松平乗賢)(1745-1746)
- 홋타 마사스케 (堀田正亮)(1745-1761)

### 도쿠가와 이에시게
- 니시오 다다나오 (西尾忠尚)(1746-1760)
- 혼다 마사요시 (本多正珍)(1746-1758)
- 마쓰다이라 다케치카 (松平武元)(1746-1779)
- 사카이 다다요리 (酒井忠寄)(1749-1764)
- 마쓰다이라 데루타카 (松平輝高)(1758-1781)
- 이노우에 마사쓰네 (井上正経)(1760-1763)
- 아키모토 스케토모 (秋元凉朝)(1747-1764, 1765-1767)

### 도쿠가와 이에하루
- 마쓰다이라 야스요시 (松平康福)(1762-1788)
- 아베 마사스케 (阿部正右)(1764-1769)
- 이타쿠라 가쓰키요 (板倉勝清)(1769-1780)
- 다누마 오키쓰구 (田沼意次)(1769-1786)
- 아베 마사치카 (阿部正允)(1780)
- 구제 히로아키라 (久世広明)(1781-1785)
- 미즈노 다다토모 (水野忠友)(1781-1788, 1796-1802)
- 도리이 다다오키 (鳥居忠意)(1781-1793)
- 마키노 사다나가 (牧野貞長)(1784-1790)

### 도쿠가와 이에나리
- 아베 마사토모 (阿部正倫)(1787-1788)
- 마쓰다이라 사다노부 (松平定信)(1787-1793)
- 마쓰다이라 노부아키라 (松平信明)(1788-1803, 1806-1817)
- 마쓰다이라 노리사다 (松平乗完)(1789-1793)
- 혼다 다다카즈 (本多忠籌)(1790-1798)
- 도다 우지노리 (戸田氏教)(1790-1806)
- 오타 스케요시 (太田資愛)(1793-1801)
- 안도 노부나리 (安藤信成)(1793-1810)
- 마키노 다다키요 (牧野忠精)(1801-1816, 1828-1831)
- 도이 도시아쓰 (土井利厚)(1802-1822)
- 아오야마 다다히로 (青山忠裕)(1804-1835)
- 마쓰다이라 노리야스 (松平乗保)(1810-1826)
- 사카이 다다유키 (酒井忠進)(1815-1828)
- 미즈노 다다나리 (水野忠成)(1817-1834)
- 아베 마사키요 (阿部正精)(1817-1823)
- 오쿠보 다다자네 (大久保忠真)(1818-1837)
- 마쓰다이라 노리히로 (松平乗寛)(1822-1839)
- 마쓰다이라 데루노부 (松平輝延)(1823-1825)
- 우에무라 이에나가 (植村家長)(1825-1828)
- 마쓰다이라 야스토 (松平康任)(1826-1835)
- 미즈노 다다쿠니 (水野忠邦)(1828-1843, 1844-1845)
- 마쓰다이라 무네아키라 (松平宗発)(1831-1840)
- 오타 스케모토 (太田資始)(1834-1841, 1858-1859, 1863)
- 와키사카 야스타다 (脇坂安董)(1836-1841)
- 마쓰다이라 노부요리 (松平信順)(1837)
- 홋타 마사요시 (堀田正睦)(1837-1843, 1855-1858)

### 도쿠가와 이에요시
- 도이 도시쓰라 (土井利位)(1838-1844/노중수좌:1843-1844)
- 이노우에 마사하루 (井上正春)(1840-1843)
- 마나베 아키카쓰 (間部詮勝)(1840-1843, 1858-1859/노중수좌:1859)
- 사나다 유키쓰라 (真田幸貫)(1841-1844)
- 호리 지카시게 (堀親寚)(1843-1845)
- 도다 다다하루 (戸田忠温)(1843-1851)
- 마키노 다다마사 (牧野忠雅)(1843-1857)
- 아베 마사히로 (阿部正弘)(1843-1857/노중수좌:1845-1855)
- 아오야마 다다나가 (青山忠良)(1844-1848)
- 마쓰다이라 노리야스 (松平乗全)(1845-1855, 1858-1860/노중수좌:1859-1860)
- 마쓰다이라 다다마스 (松平忠優, 후의 다다타카忠固)(1848-1855, 1857-1858)
- 구제 히로치카 (久世広周)(1851-1858, 노중수좌:1860-1862)
- 나이토 노부치카 (内藤信親)(1851-1862)

### 도쿠가와 이에사다
- 와키사카 야스오리 (脇坂安宅)(1857-1860, 노중수좌:1862)

### 도쿠가와 이에모치및도쿠가와 요시노부
- 안도 노부마사 (安藤信正)(1860-1862)
- 혼다 다다모토 (本多忠民)(1860-1862, 노중수좌:1864-1865)
- 마쓰다이라 노부요시 (松平信義)(1860-1863/노중수좌:1862-1863)
- 오가사와라 나가미치 (小笠原長行)(1862-1863, 1865, 1866-1868)
- 이타쿠라 가쓰키요 (板倉勝静)(1862-1864, 1865-1868/노중수좌:1866-1867)
- 이노우에 마사나오 (井上正直)(1862-1864)
- 미즈노 다다키요 (水野忠精)(1862-1866/노중수좌:1864)
- 사카이 다다시게 (酒井忠績)(1863-1864)
- 아리마 미치즈미 (有馬道純)(1863-1864)
- 마키노 다다유키 (牧野忠恭)(1863-1865)
- 마쓰마에 다카히로 (松前崇広)(1864-1865)
- 아베 마사토 (阿部正外)(1864-1865)
- 스와 다다마사 (諏訪忠誠)(1864-1865)
- 이나바 마사쿠니 (稲葉正邦)(1864-1865, 1866-1868)
- 마쓰다이라 무네히데 (松平宗秀)(1864-1866)
- 이노우에 마사나오 (井上正直)(1865-1867)
- 마쓰다이라 야스히데 (松平康英)(1865-1868)
- 미즈노 다다노부 (水野忠誠)(1866)
- 마쓰다이라 노리카타 (松平乗謨)(1866-1868)
- 이나바 마사미 (稲葉正巳)(1866-1868)
- 마쓰다이라 사다아키 (松平定昭)(노중수좌:1867)
- 마쓰다이라 마사타다 (松平正質)(1867-1868)
- 사카이 다다토시 (酒井忠惇)(노중수좌:1867-1868)
- 다치바나 다네유키 (立花種恭)(1868)

## 같이 보기
- 에도 막부
- 도쿠가와씨